# Brigadeführer

Insígnia de coll

El Brigadeführer era un alt grau militar dins de les SS (Schutzstaffel), el qual va ser utilitzat en l'Alemanya nazi entre els anys 1932 i 1945. Brigadeführer era també un grau paramilitar dins de les SA (Sturmabteilung).
Aquest rang va ser primer creat a causa de la gran expansió del cos de les SS i van ser assignats aquests oficials al capdavant de les "Brigades-SS". El 1933, la denominació de Brigades-SS va ser canviada pel nom de SS-Abschnitte"; Tanmateix, el grau de Brigadeführer va seguir sent el mateix.

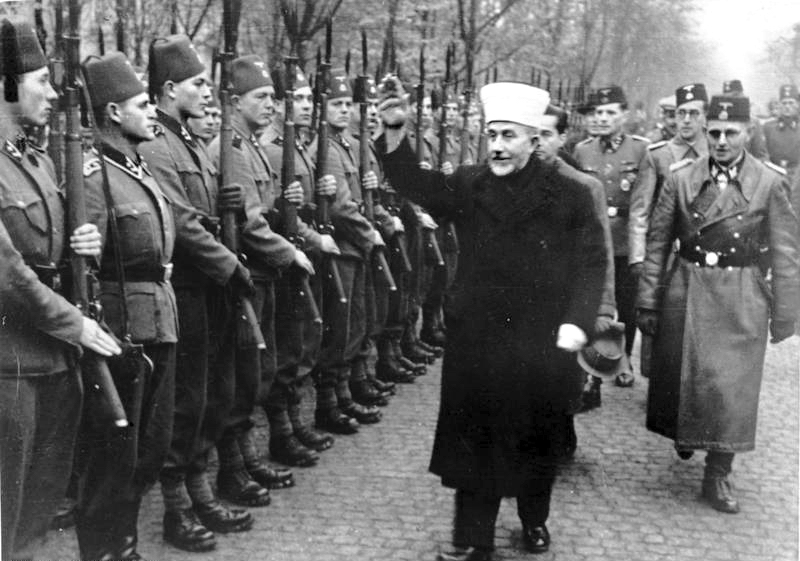
Novembre de 1943: SS-Brigadeführer und der Generalmajor Waffen-SS Karl-Gustav Sauberzweig a la dreta.

Originalment, els Brigadeführer eren considerats generals de segon nivell dins de les SS i estaven situats entre el grau de Oberführer i el del Gruppenführer. Això va canviar, però, amb el poder que havia adquirit la Waffen-SS i la Ordnungspolizei. En totes dues organitzacions, el Brigadeführer era considerat l'equivalent a un general però considerat amb prou feines superior al Oberst al Wehrmacht. Observeu que el grau de General era l'equivalent al de general de brigada, un general d'una estrella a l'exèrcit dels EUA.
Les insígnies per a un Brigadeführer eren al principi dues fulles del roure i una pipeta de plata, però va ser canviat el 1942 a un disseny amb tres fulles de roures després de la creació del grau de Oberstgruppenführer. El juliol de 1935, hi havia 22 oficials amb aquest rang, el 1938, la quantitat era de 49 oficials.